# Napóleon törvénykönyve

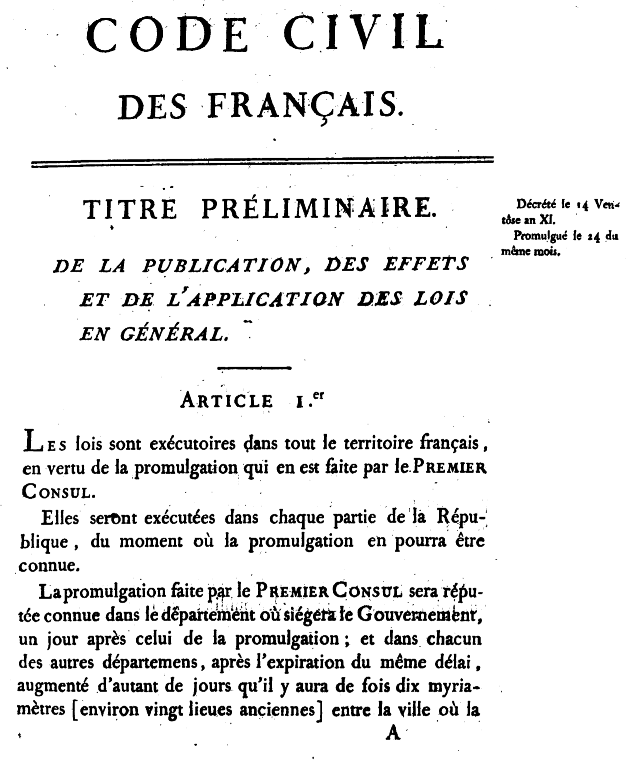
A törvénykönyv 1804-es kiadásának első oldala

A Code Napoléon vagy Napóleon törvénykönyve, eredeti címén Code civil des Français (röviden Code Civil) francia polgári jogi törvénykönyv, amelyet 1804-ben iktattak törvénybe és módosításokkal ma is hatályban van. Nagy hatást gyakorolt Európa és Latin-Amerika legtöbb országának a 19. századi törvényalkotására, és számos ország jogrendszerének alapja lett.

## Előzmények
A kodifikáció iránti igény megelőzte a napóleoni korszakot. A francia forradalom előtti jogrendszerre a területenként változó jogszabályok sokfélesége volt a jellemző. Franciaország déli területein a római jog volt a meghatározó, míg az északi területeken a szokásjog uralkodott. A házassági és családjog kizárólag a római katolikus egyház fennhatósága alatt állt és a kánonjog szabályozta. A 16. századtól a folyó ügyek nagy részét a királyi rendeletek és utasítások, valamint a főbíróságok (parlement-ok) által kifejlesztett esetjog alapján döntötték el. Minden területnek megvolt a maga precedensgyűjteménye és bár a 16. és a 17. század folyamán többször is megpróbálták a helyi szokásjogok egyesítését és kodifikációt, nem jártak sikerrel, mivel ez csorbította volna az előjogokat.
A francia forradalom után az új törvények megalkotása nemcsak lehetővé vált, hanem szükségessé is. Felszámolták a különböző előjogokat élvező csoportok (földbirtokosok, céhek) és a tartományok kiváltságait. Ezáltal a napóleoni törvénykönyv azon a következtetésen alapult, hogy egy tisztán racionális jogot kell létrehozni, amely mentes minden múltbéli előítélettől, és az erkölcsi jog nem az ősi szokásban alapul, hanem az észszerűséggel van összhangban.

## Napóleon törvénykönyve
Bonaparte Napóleon, mint Első Konzul 1800-ban állított fel egy négyfős, jogászokból álló bizottságot, melynek feladata volt a Code Civil kidolgozása. A bizottság tagjai Jean-Étienne-Marie Portalis, Jaques de Maleville, Félix-Julien-Jean Bigot de Préameneu és François-Denis Tronchet voltak. A négy évi munka eredményeként a Code Napoléon 1804. március 21-én (a köztársasági naptár szerint 30 Ventôse XII. év) lépett hatályba. 
A törvénykönyv szerint minden polgár egyenlő: az elsőszülöttséghez kötődő korábbi privlégiumokat, az öröklődő nemességet és az osztálykiváltságokat eltörölték, a polgári intézményeket függetlenítették az egyházi ellenőrzéstől, az egyén szabadságát, a szerződés szabadságát és a magántulajdon sérthetetlenségét tették meg alapelvnek.
A Code Napoléon első könyve a személyek jogaival foglalkozik: a polgári jogok érvényesülése, a személyiség, a lakóhely védelme, a szülők és gyermekek kapcsolata, a házasság, a házastársak személyes kapcsolatai, valamint a házasság megszűnése a házasság érvénytelenítése vagy válás miatt. A második könyv a dologi jogokról rendelkezik: a tulajdonjogok szabályozása. A harmadik könyv a jogok megszerzésének módjait szabályozza: öröklés, ajándékozás, hozomány és kötelmek. Az utolsó fejezetek a kódex nevesített szerződések számos típusát, a törvényes és szerződéses zálogjogokat, perek és jogok elévülését szabályozza. A kötelmeket illetően a jog a hagyományos római jogi kategóriákat vezeti be: kötelem szerződésből, kötelem quasi szerződésből (szerződésszerű tényből), kötelem delictumból (bűncselekményből) és kötelem quasi delictumból (delictumszerű tényből) áll. A szerződési szabadságot a Code Napoléon kifejezetten nem mondja ki, de számos rendelkezésben alapelvként jelenik meg.

## A Code Napoléon hatása
A törvénykönyvet eredetileg a francia fennhatóságú területeken vezették be 1804-ben: Belgiumban, Luxemburgban, Németország némely nyugati részein, Északnyugat-Itáliában, Genfben és Monacóban. Később törvénybe iktatták a Napóleon által meghódított területeken: Itáliában, Hollandiában, a Hanza Szövetség területén és Németország nyugati területeinek fennmaradó részén, valamint Svájcban.
A 19. század folyamán számos európai és latin-amerikai ország önkéntesen átvette a Code Napoléont vagy egyszerű fordításként, vagy számottevő módosításokkal. Az 1865-ös olasz polgári törvénykönyv közvetlen kapcsolatban volt a napóleoni törvénykönyvvel. A 19. század elején a törvénykönyvet bevezetik Haitiban és a Dominikai Köztársaságban, ahol még a mai napig hatályos. Bolívia és Chile szorosan követte a törvénykönyv szerkezetét és átvette annak nagy részét. A chilei törvénykönyvet vette át Kolumbia, Ecuador, Uruguay és Argentína. Louisianában, az Amerikai Egyesült Államok egyetlen kontinentális jogú államában az 1825-ös polgári törvénykönyv (az 1870-es módosítást követően még hatályban van) szorosan kötődik a Code Napoléonhoz.  
A napóleoni törvénykönyv hatása a 20. század fordulóján a német (porosz) törvénykönyv (1900) és a svájci polgári törvénykönyv (1912) bevezetésével csökkent, ugyanis ezt követően a magánjog szabályozására e kódexek szolgáltak mintául. 